# Distomo-Arachova-Antikyra
Distomo-Arachova-Antikyra (in greco Δίστομο-Αράχοβα-Αντίκυρα?) è un comune della Grecia situato nella periferia della Grecia Centrale (unità periferica della Beozia) con 9 802 abitanti secondo i dati del censimento 2001.
È stato istituito a seguito della riforma amministrativa detta Programma Callicrate in vigore dal gennaio 2011 che ha abolito le prefetture e accorpato numerosi comuni.